# ゴッド・アーム
『ゴッド・アーム』は、原作：梶原一騎・画：桑田次郎による日本の漫画作品、およびそれに登場する主人公の名前。『週刊少年サンデー』（小学館）に、1976年18号から1977年29号まで連載された。

## あらすじ
198X年、香港での全世界空手選手権。日本の東郷日出人選手は何者かに狙撃されて即死。日出人の父親の東郷直樹博士は「科学の力で息子の死体を甦らせる」という禁忌に手を染め、日出人の蘇生に成功。だがゲバルト博士一味の陰謀により、甦った日出人は生前の100倍の力を持つ怪物サイボーグとなっていた。
紆余曲折の末、蘇生した日出人は「ゲバルト一味と戦う謎の超人ゴッド・アーム」として世間に認知される。

## 登場人物
東郷日出人（とうごう ひでと）／ゴッド・アーム
主人公。世界的にも有名な空手マンで六段。必殺技の空手チョップはあまりの威力に「もはや人間業ではない。神の腕だ」と言われていた。
ゲバルト博士一味によって試合中に狙撃されて即死。東郷博士によって死体から蘇生されるが、その蘇生処置と弾丸に仕込まれていた「細胞強化エネルギーV100」の相乗効果により、生前の100倍の能力を持つサイボーグになってしまった。ゴッド・アームの命名は矢代純少年による。
ゲバルト博士は世界征服の戦力とするためにゴッド・アームを捕獲し、脳の一部を「ナチスドイツの三悪魔」と呼ばれた三人の脳と入れ換えてしまった。これにより一時はゲバルト博士に従う怪物サイボーグとなり、世間からは「怪人」と呼ばれた。
だが矢代里奈のヴァイオリン演奏を聴くと日出人の記憶と人格が一時的に戻ると判明。桑原警部はそれを利用した手段で、完全に日出人の記憶を取り戻させた。以降は「ゲバルト一味と戦う正体不明の正義の超人」として世間に認知される。
作中でサイボーグと呼ばれるが、体内に機械的な部品を埋め込まれたりはしていない。あくまで人間の全身の細胞の能力を引き上げたり、人間の細胞が本来持っていない能力を追加された存在。当時はバイオテクノロジーという言葉はなかったが、それに近い。
サイボーグとして蘇生してからは東郷の家を出て行ってしまった。普段はどこでなにをしているのか、どう暮らしているのか、作中での描写は全く無い。当初は連絡方法もなかった。
物語序盤では東郷日出人そっくりの人間の姿から変身する描写があった。
能力
手刀からのレーザー光線以外に飛び道具は持たず、もっぱら格闘戦を行なう。
作中で２回のパワーアップをされている。
当初
改造前の100倍の体力・運動能力・五感。跳躍力も向上し、まるで空を飛んでいるかのような大ジャンプをする。
手刀からレーザー光線を発射。その光線をライトセーバーの様な切断武器として使うことも出来る。
1度目のパワーアップ
宇宙人のUFOには全く歯が立たずに敗退。東郷博士によって1度目のパワーアップ改造がなされる。
相手のエネルギーを吸収して自分の物にする能力が付加される。
通信能力の付加。東郷博士の持つ携帯式無線機で呼び出せるようになった。
全身をバラバラにされても元の状態に復元する。
宇宙人製のUFOを拳や蹴りで破壊できるようになる。
2度目のパワーアップ
ファイナル・ロボットに敗退。東郷博士の他に各国の科学者も協力し、2度目のパワーアップ改造がなされる。
ファイナル・ロボットの装甲を拳で破壊できるようになった。
ファイナル・ロボットの出す超振動波に耐えられるようになった。
両手の先から冷凍液を出せるようにもなった。

### ゴッド・アームの関係者等
東郷直樹博士（とうごう なおき）
日出人の父親で科学者。「次の学会で論文が発表されればノーベル賞間違いなし」と言われていた。日出人が狙撃されたために学会はキャンセルし、山荘の地下にある研究室で「科学による生命の創造」という禁忌を犯し、息子を蘇生させた。だが蘇生した日出人の怪力に「神は息子を怪物にすることで私を罰したのか」とおののく。後に自分が日出人を蘇生させたのはゲバルト博士の謀略にまんまと乗せられていたと洞察し苦悩。だがゲバルト一味と宇宙連合軍の地球侵略に対抗できるのはゴッド・アームしかいないと考え、更なる強化改造を施していく。
矢代里奈（やしろ りな）
世界的にも有名なヴァイオリニスト。日出人の婚約者。
矢代純（やしろ じゅん）
里奈の弟で日出人と実の兄弟のような仲だった。サイボーグになった日出人の空手チョップのフォームから正体が日出人だと見抜き、ゴッド・アームと呼ぶようになる。
桑原警部（くわばら）
警視庁の刑事。ゲバルト一味から矢代姉弟を護衛するために登場。彼と純のアイデアにより、ゲバルト一味の配下となったゴッド・アームに日出人の記憶と人格を完全取り戻すことが出来た。
中村巡査（なかむら）
桑原警部と組んでいる刑事。

### ゲバルト一味
ゲバルト博士がナチスドイツの残党を集めて作った組織。目的は地球征服。光線銃や万能戦車といった超科学による軍備も備えている。後に宇宙人と同盟を結んでいることが判明。組織の正式な名称は作中に出てこない。
ハインリッヒ・ゲバルト博士
天才科学者。ナチスドイツ時代にベルリン市民を誘拐しては人体実験を行い、大勢死亡させた。ゲシュタポに逮捕されるもヒトラーに気に入られて研究所をあたえられる。「細胞強化エネルギーV100」を完成させ、宇宙人との通信にも成功した。
「東郷日出人を殺せば、東郷直樹は死体の蘇生という禁忌に手をつけるだろう」と予測し、日出人を狙撃させる。この時弾丸に「V100」が仕掛けられていた。東郷博士の死者蘇生措置とV100の相乗効果、さらに東郷日出人という最高の素材。これらから最強のサイボーグ兵士を作り出すつもりだった。しかしゴッド・アームは脳を改造されても日出人の人格を失わなかった。これは大きな誤算だった。このために宇宙人の地球介入を予定より早めざるをえなくなる。その際、地球征服後の領土分割案も変更した。
兵士達
黒い全身タイツを着用し、サングラスをして顔は見えない。
総統
ゲバルト博士が忠誠を誓う謎の人物。その正体はアドルフ・ヒトラーかと思われたが、容姿がヒトラーに似ているために自分をヒトラーだと思い込んだ狂人だった。ゲバルト博士がナチス残党達を集めるために用意した傀儡であり人形だった。

#### 装備など
細胞強化エネルギーV100
ゲバルト博士の二大研究テーマの１つ。生物の細胞に作用し、その生物の能力を100倍に高める。
海底要塞
平たい円筒形の建造物。海底にあるが潮流によって常に位置を変える。
装甲車
サイボーグ・コングを輸送した。天井からローターを出して飛行、水中を潜水艇のように航行、タイヤの基部を長く伸ばして海底の走行が可能。海底要塞の頂上部に合体する。
サイボーグ・コング
ゴリラをV100によって強化した。矢代里奈を誘拐しようとしたがゴッド・アームに阻まれて死亡。
ザ・ブラック・キラーズ
プロレス界で悪役世界一と呼ばれるタッグチーム。ゲバルト一味に誘拐されてV100によって改造され、矢代純の誘拐に投入。一人が死亡するも誘拐には成功。
サイボーグ・オクトパス
海底要塞の番犬。クラーケンのような巨大なタコで、電気を放つ。
サイボーグ・シャーク
海底要塞の番犬その二。その顎は潜水艦の装甲でさえ噛み砕く。
地底大タンク
三本のドリルを持つ戦車。矢代里奈誘拐のために兵士を運んできた。地中を穴を掘って移動し、海中海底も移動可能。ヤークトパンターにドリルをつけたようなデザイン。
V2防弾チョッキ
旧ドイツ軍の軍服のようなデザイン。兵士達が着用。警官隊の拳銃など物ともしない。
警備ロボット
海底要塞内部、動力コントロール室に配置されている人間型のロボット。ゴッド・アームより体格は大きい。
UFO
多数現れ、矢代姉弟が乗った旅客機をハイジャックした。ゴッド・アームの攻撃で破壊されたので、ゲバルト博士が開発した地球製らしい。
宇宙ステーション
地球の衛星軌道を回っている。海底要塞が破壊された後、新たな本拠地となった模様。UFOのドッキングポートを備える。ゲバルト博士と宇宙人司令の会見が行われた。
地底・海底両用潜航タンク
地底大タンクの発展型とおぼしき戦車。南太平洋上のX島で米ソ英中四ヶ国首脳がゲバルト一味と宇宙人連合にどう対抗するかの会談をした際、海底から複数台が急襲。兵員を輸送して来た。

### 宇宙人
具体的な惑星名・種族名は登場しない。彼等の住む星は「天体Ｘ（エックス）」と呼ばれている。
人類がようやく火を使い始めた頃、すでに20世紀を超える科学文明を築いていた。ゲバルト博士と交信し、同盟を結んで地球を征服しようとする。見かけは人間の成人男性がフルフェイスのヘルメットに似た兜をかぶっているように見える。皮膚が露出している部分はない。だが宇宙人兵士の死体を調べた東郷博士達によって、実に奇妙な存在であることが判明する。体内に骨格や内臓、神経といった組織が無く、全部同じ材質で作られたただの塊。いわばゴム人形かマネキンのような物だった。かといってロボットの類でもなく、その様な機械類も体内には存在しない。にもかかわらず彼等は光線銃などを持ち、強力な兵士として行動していた。東郷博士は「宇宙人の本体はエネルギー生命体とでも言うもので、生命のない物体に入り込んで動かす能力があるのではないか」と推論した。

#### 宇宙人の装備など
UFO
いわゆる空飛ぶ円盤。同型の物が大量に登場。ゲバルト博士が使っていたものと外見は同じだが、材質は異なるらしい。ゴッド・アームは当初これらを破壊できなかった。武器は破壊光線。宇宙人兵士を大量に乗せ、ニューヨークとワシントンD.C.を占領しようとする。
光線銃
ニューヨークに現れた宇宙人兵士が装備していた。サブマシンガンほどの大きさだが戦車を破壊できる。
巨大化生物。
人間以外の動物や昆虫を特殊細菌によって巨大化させたもの。肉食生物は人間を捕食し、草食であっても巨体が移動するだけでビルなどが破壊される。さらに巨大化した生物を殺すと、その死体から地球外の伝染病菌が発生し、人間を死に至らしめる。この病気に対するワクチンや治療法は地球に存在しない。最初の攻撃は隕石に擬装したカプセルによって日本に撃ち込まれた。次にモスクワに現れたUFOによって動物園の動物が巨大化させられた。

##### ファイナル・ロボット（デビル・アーム）
ゲバルト博士と宇宙人が協力して開発した戦闘ロボット。デビル・アームとも呼ばれる、ゴッド・アームの作中最大の敵。外見は巨大で真っ黒な球で、これを基本形として様々な武器を生やすなど、常識外れの変形能力を示す。初戦でゴッド・アームは敗退し、二度目のパワーアップ改造を受けることになる。
装甲
初戦ではゴッド・アームのパンチやキックが通じなかった。
大型ミサイル発射口
球の左右側部に円筒が現れ、そこから大型ミサイルを発射。
鎌
関節のついた2本の腕が生え、先端に巨大な鎌を形成。ゴッド・アームの片腕を切断した。ゲバルト博士は「鉄の爪」と称し、「ダイヤモンドさえも切り裂く」と発言した。
尾
蛇腹のついた2本の尾の様な触手が生え、鞭のように使う、ゴッド・アームを拘束する、電撃攻撃をする、などの描写がある。他にも球の表面から鞭とも触手とも形容できる物が何本も生える。
破壊光線
頭頂部とおぼしき所が円錐形に盛り上がり、そこから発射される。
安定翼
四枚の巨大な翼状の部品が生え、空中を高速移動する。
超振動波
あらゆる物を粉々に粉砕する。
変形能力
まるで粘土のように様々な姿に変型する。コウモリ型、巨大手裏剣、回転ノコギリ付きの球体、トゲのついた球体、など。基本の球体よりも体積が増えているのではないかと思える描写も。（宇宙人は「無限の変化が可能」と言っており、自己改造能力を持つと思われる。）
復元能力
ゴッド・アームの攻撃で岩塊のように粉々に粉砕されるも、破片が集まって復元してしまう。この際、内部に機械的な部品が存在せず、同一の材質で作られているように描かれており、宇宙人の身体構造との類似性がうかがえる。
檻
枝を伸ばしてその先に小さな球体を作る。これを繰り返してフラーレンの様な構造を作り、その内部にゴッド・アームを閉じ込めた。
超破壊物質の針
前述した檻にゴッド・アームを閉じ込めた後、小さな球体から無数の針を連続発射。ゴッド・アームの体表はびっしりと針が刺さってしまう。その後に破壊光線を発射されると大爆発を起こした。この針は超破壊物質で作られており、誘爆を起こしたと説明される。
ゴッド・アームは粉微塵に破壊されたかに見えたがまだ生きており、粉塵の状態でファイナル・ロボットの内部に侵入。内部で復元して冷凍液でファイナル・ロボットの頭脳を凍りつかせ、誤動作を起こさせて完全破壊に成功した。

##### 動く無生物物体
ファイナル・ロボットを破壊された宇宙人が次に繰り出してきた攻撃。無生物をなんらかの方法で生きているかのように動けるようにする。宇宙人の肉体が「謎の物質で出来た塊」である事から、東郷博士はその出現を予想していた。
東京・上野の西郷さんの銅像
台座からロケットのような噴射を行ない空中へ飛行。大阪上空で目から破壊光線を出し、繁華街を破壊。その後、東京上空へ飛来。ゴッド・アームは奈良の大仏像を倒した後、西郷像を粉砕して大島の三原山火口へと投げ込んだ。
奈良の大仏像
やはり勝手に動き出し、東京の後楽園球場まで飛来。グラウンドでゴッド・アームと格闘を繰り広げた。体格差を生かして善戦したが、最後はゴッド・アームに首をはねられて沈黙した。

##### 幽霊戦艦アリゾナ
西郷像と大仏像で実験した末にゲバルトと宇宙人連合が作り出した兵器。真珠湾に沈んでいた米戦艦アリゾナを改造したもの。
外見は貝殻などの堆積物と赤錆におおわれている。が、艦内は昔のままの部分と、超科学によって改造された部分がある。様々な装備を有し、空中飛行、海中への潜航能力を持つ。
磁気波カーテン
周囲は超強力磁気波のバリアでおおわれている。ミサイルなどの鉄分を含む物体は、このカーテンに阻まれて進行が止まってしまい、空中に浮かんだままとなる。ゴッド・アームはサイボーグではあるが体内に機械部品が存在しないため、このカーテンの影響を受けない。彼は単身で幽霊戦艦に挑んだ。
破壊光線
主砲塔はもちろん、艦体の装甲表面からも破壊光線を発射。側面、船底の表面からも発射するので死角がない。
網
主砲から放った炎が金属製の網に変化し、ゴッド・アームを拘束した。
針山
甲板上に金属製の針山が突き出し、網に拘束したゴッド・アームを串刺しにしようとする。
頭蓋骨
人間の頭蓋骨を模した警備装置。艦内に乗員の遺体に混じって配置されている。集団で空中浮遊し噛み付こうとしたり、口からガスを散布する。このガスはゴッド・アームの強化された肉体をも麻痺させる効果がある。
艦長室
軍服を着て艦長を名乗る骸骨がおり、「ここが艦内地獄めぐりの終点」とゴッド・アームに通告した。骸骨が動いたり口をきくことを、ゴッド・アームに「子供だましのこけおどしだ」と評されると、「子供だましのこけおどしにもそれなりの意味がある」と返答している。
エネルギー吸収液
艦長室に用意されていた罠。最初は水攻めのように艦長室に流し込まれるが、ゴッド・アームからエネルギーを奪いながら硬化していき、最後には固まってしまう。
磁気波カーテンのコントロール室
コントロール装置を破壊すると、秘密保持のために室内が超高温になる。中の設備は溶けてしまい、ゴッド・アームは溶けた鉄の中に沈んでしまうが…
艦内工場
コントロール室内の溶融物を回収して、砲弾や核ミサイルを製造した。

## 単行本
内容はどちらも同じ。
全5巻（双葉社版）
全3巻（マンガショップ版）